# Le Naturaliste Canadien
Le Naturaliste Canadien (abreviado Naturaliste Canad.) es una revista científica con ilustraciones y descripciones Ciencias Naturales  que es publicada en Quebec desde el año 1869 con el nombre de Naturaliste Canadien. Bulletin de Recherches, Observations et Decouvertes se Rapportant a l'Histoire Naturelle du Canada.